# Rainer Hedrich
Rainer Franz Hedrich (Fráncfort del Meno, 1 de abril de 1957 (68 años), biofísico alemán, profesor titular de la Universidad de Wurzburgo. Ha conducido una investigación sobre los fenómenos eléctricos de las plantas.

## Datos biográficos
Hedrich obtuvo su doctorado en la Universidad de Gotinga en 1985 con una tesis sobre la función de las células de guarda en la estoma de las plantas.
Desarrolló una investigación postdoctoral en el Instituto Max-Planck para la química biofísica en Gotinga, en el departamento de Biofísica de membranas, con Erwin Neher. Más tarde, en 1990, trabajó en la Facultad de Biología de la misma Universidad de Gotiga sobre los canales iónicos de las plantas.
Luego, en 1991, se trasladó a la Universidad de Hanóver y fue nombrado profesor titular de biofísica. Desde 1996 es profesor titular de fisiología vegetal molecular y biofísica en la Universidad de Wurzburgo. Actualmente investiga los fenómenos eléctricos de las plantas con la técnica de patch clamp y utilizando métodos de biología molecular. Ha propuesto investigar el mecanismo de movimiento rápido vegetal en las plantas carnívoras buscando información sobre la evolución de los sistemas nerviosos primitivos.

## Reconocimientos
- 1984 Heinz Maier–Leibnitz–Preis por el descubrimiento de los canales iónicos en las membranas celulares de las plantas.
- 2005 Miembro de la Academia alemana de las ciencias naturales Leopoldina
- 2010 Premio de Consejo Europeo de Investigación (2,5 millones euros)